# Верещенко, Николай Алексеевич
Николай Алексеевич Верещенко (1944—2004) — советский и российский актёр театра и кино, заслуженный артист РСФСР (1984).

## Биография
Николай Верещенко родился 29 февраля 1944 года в Москве в семье военнослужащего. В 1967 году окончил Высшее театральное училище им. М. С. Щепкина (курс Н. А. Анненкова) и поступил в труппу театра им. Ленинского комсомола. Работая там с 1967 по 1974 год он сыграл два десятка ролей классического и современного репертуара.
В 1974 году был принят в труппу Малого театра. В последнее время занимался преподавательской деятельностью в Щепкинском училище, был заведующим труппы Малого театра. Николай Алексеевич занимался речью с дикторами на телевидении.
Николай Верещенко скончался 4 февраля 2004 года немного не дожив до своего 60-летия. Похоронен на Хованском кладбище в Москве.
Дочь — Наталья Николаевна Верещенко (род. 1969), российская актриса, в 1992 году окончила театральное училище имени М.С. Щепкина, курс В.И. Коршунова. В 1992—1994 годах проходила в училище ассистентуру—стажировку, дающую право заниматься преподавательской деятельностью. С 1 июля 1994 года — актриса Малого театра.

## Преподавательская деятельность
Курс 1994 года
- Евгений Бубер
- Константин Виноградский
- Наталья Горбунова
- Евгения Дмитриева
- Андрей Кайков
- Денис Константинов
- Наталья Кузнецова
- Маргарита Лоскутникова
- Денис Матросов
- Елена Оболенская
- Екатерина Сёмина
- Артём Тынкасов
- Филипп Феоктистов
- Владимир Шинов
- Андрей Чернышов

Курс 1998 года
- Сергей Александров
- Антон Алипов
- Егор Бероев
- Надежда Васильева
- Роман Григорьев
- Анатолий Гущин
- Илья Древнов
- Алексей Дубровский
- Роман Емельянов
- Екатерина Королёва
- Анастасия Кутасова
- Виктория Лемзякова
- Николай Молочков
- Мария Скосырева
- Антон Фигуровский
- Алексей Якупов

## Творчество

### Роли в театре
- «104 страницы про любовь» Э. Радзинского — Евдокимов
- 1974 — «Украли консула» Г.Мдивани — корреспондент
- 1974 — «Ярмарка тщеславия» У. Теккерея — молодой человек
- 1974 — «Птицы нашей молодости» Иона Друце — шофёр
- 1974 — «Стакан воды» Э. Скрибе — Томсон
- 1975 — «Криминальное танго» Э. Раннета — философ
- 1975 — «Гроза» А. Н. Островского — Шапкин
- 1975 — «Средство Макропулоса» Карела Чапека — Янек
- 1975 — «Твой дядя Миша» Г. Мдивани — Семён
- 1975 — «Ярмарка тщеславия» У. Теккерея — французский посол
- 1976 — «Средство Макропулоса» К. Чапека — Альберт Грегор
- 1976 — «Беседы при ясной луне» В. М. Шукшина — Костя
- 1976 — «Униженные и оскорблённые» Ф. Достоевского — Иван Петрович
- 1976 — «Горе от ума» А. С. Грибоедов — Молчалин
- 1977 — «Заговор Фиеске в Генуе» Ф. Шиллера — Центурионе
- 1977 — «Ураган» А. Сафронова — Берёзин
- 1977 — «Царь Фёдор Иоанович» А. К. Толстого — Михайло Головин
- 1977 — «Мевозойская история» Р. Ибрагимбекова — Рауф
- 1977 — «Любовь Яровая» К. Тренёва — Дрёмин
- 1978 — «Маленькая эта земля» Г. Джагарова — Нано
- 1978 — «Заговор Фиеске в Генуе» Шиллера — Кальканьо
- 1978 — «Головокружение» Г. Саркисяна — Виген
- 1978 — «Возвращение на круги своя» Иона Друцэ — Булгаков
- 1978 — «Ревнивая к себе самой» Тирсо де Молина — Дон Мельчор
- 1979 — «Потерянный рай» И. Шаркади — Золтан
- 1980 — «Вызов» Г. Маркова, Э. Шима — Виталий Титаренко
- 1981 — «Возвращение на круги своя» Иона Друцэ — Лев Львович
- 1981 — «Целина» Л. И. Брежнева — ведущий
- 1982 — «Ревизор» Н. В. Гоголя — Коробкин
- 1983 — «Мой любимый клоун» В. Б. Ливанова — врач
- 1983 — «Сирано де Бержерак» Э. Ростана — де Вальвер
- 1984 — «Живой труп» Л. Н. Толстого — Каренин Виктор Михайлович
- 1984 — «Накануне» И. С. Тургенева — Стахов
- 1985 — «Царь Фёдор Иоанович» А. К. Толстого — Иов
- 1985 — «Из воспоминаний идеалиста» А. П. Чехова — лицо от театра
- 1986 — «Недоросль» Д. И. Фонвизина — Правдин
- 1986 — «Без вины виноватые» А. Н. Островского — Миловзоров
- 1987 — «Обсуждению подлежит» А. Косенкова — зав. отделом
- 1989 — «Сказки Голливуда» К. Хэмптона — Томас Манн
- 1989 — «Хищники» А. Ф. Писемского — Андашевский
- 1990 — «Князь Серебряный» А. К. Толстого — Годунов
- 1990 — «Мещанин во дворянстве» Мольера — Дорант
- 1990 — «Кетхен из Гейльбронна» Клейста — Венцель фон Натхейм
- 1991 — «Детоубийца» Ф. Горенштейна — граф Шенборн
- 1992 — «Царь Иудейский» К. Романова
- 1993 — «Царь Борис» А. К. Толстой — Семён Годунов
- 1994 — «Волки и овцы» А. Н. Островского — Беркутов
- 1995 — «Смерть Иоанна Грозного» А. К. Толстого — князь Бельский
- 1995 — «Таланты и поклонники» А. Н. Островского — Великанов
- 1995 — «Снежная королева» Е. Шварца — сказочник
- 1997 — «Тайны Мадридского двора» Э. Скриба и Г. Легуве — Гватинара
- 1998 — «Воскресение» Л. Н. Толстого — председательствующий суда
- 1999 — «Хроника дворцового переворота» г. Турчиной — Пётр III
- 2001 — «Делец» Оноре де Бальзака
- 2001 — «Хэппи енд (Как скрыть убийство)» С. Сондхайма, Д. Фурта — Мартин Чисхольм
- 2001 — «Пучина» А. Н. Островского — Переярков

### Фильмография
- 1979 — Незнакомка — поэт[источник не указан 4693 дня]
- 1979 — Возвращение на круги своя — Валентин Фёдорович Булгаков
- 1980 — День рождения Терезы — Вентура
- 1980 — Ревнивая к себе самой — Дон Мельчор
- 1981 — Конфликтная ситуация — Сергей Петрович Алтынцев начальник отдела НИИ, зять академика
- 1981 — Беседы при ясной луне — Костя
- 1985 — Берег его жизни
- 1990 — Недоросль
- 1992 — В начале было слово

### Озвучивание и дубляж
- 2000 — MDK2 — часть персонажей (в переводе от Фаргус Мультимедия)
- 2001 — Гарри Поттер и Философский Камень — мужские персонажи (в переводе от Фаргус Мультимедия)
- 2001 — Return to Castle Wolfenstein — часть ролей (в переводе от Фаргус Мультимедия)
- 2002 — The Elder Scrolls III: Morrowind — Дагот Ур, Шигорат, Мехрун Дагон, аргогниане-мужчины (в аддонах), каджиты-мужчины (в аддонах)